# Boletín Oficial del Principado de Asturias
El Boletín Oficial del Principado de Asturias (en asturiano: Boletín Oficial del Principáu d'Asturies), BOPA, es el diario oficial de la comunidad autónoma española del Principado de Asturias. En él se publican las disposiciones generales, actos administrativos y textos que, en virtud de disposición legal o reglamentaria, deban ser obligatoriamente publicados en el mismo para su validez legal o eficacia jurídica.
Se publica todos los días hábiles de la comunidad autónoma del Principado de Asturias. Desde el miércoles 23 de agosto de 2023, la administración, edición y distribución depende del Servicio de Publicaciones, Archivos Administrativos y Documentación, adscrito a la Consejería de Presidencia, Reto Demográfico, Igualdad y Turismo del Gobierno del Principado de Asturias.

## Historia

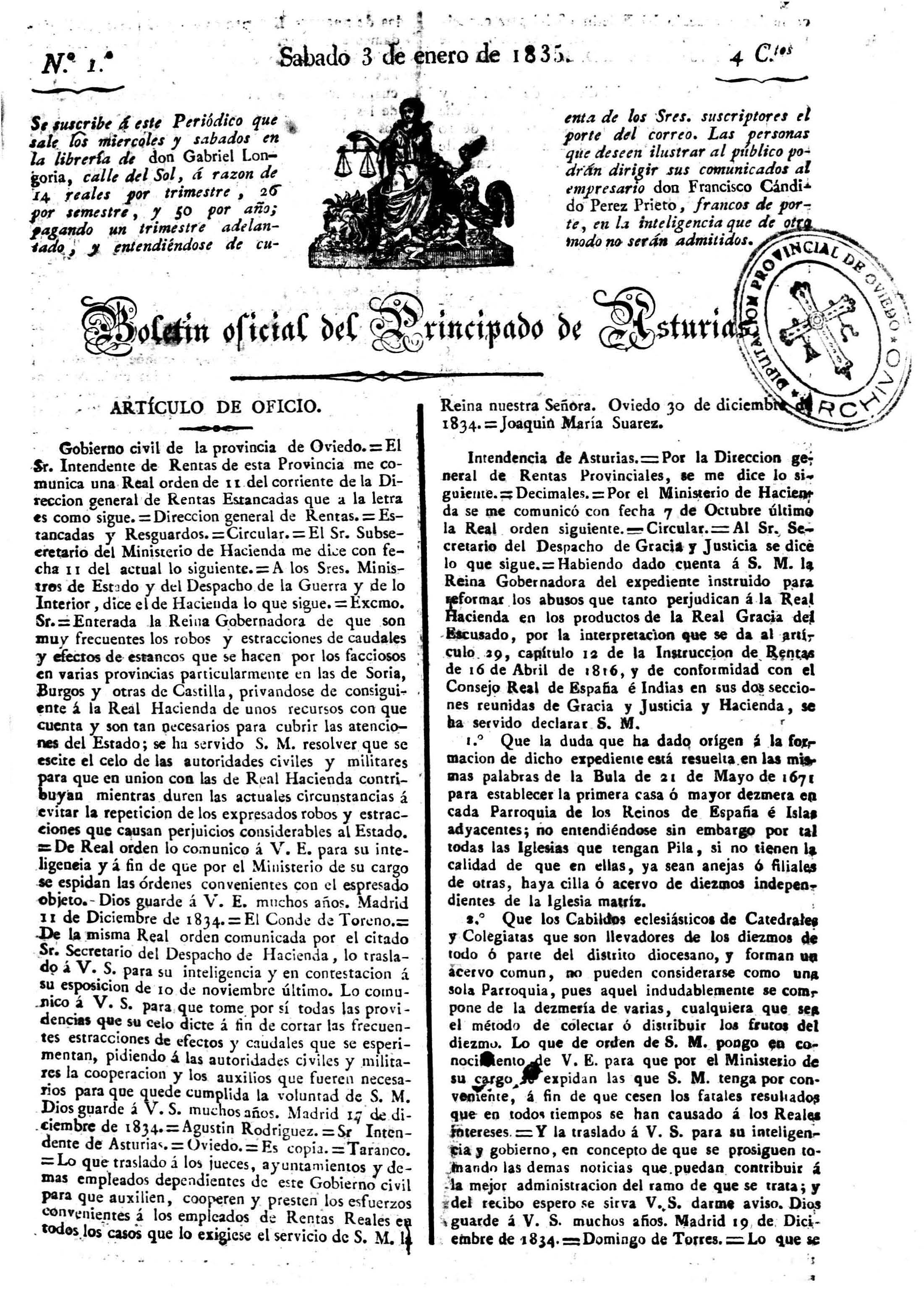
Portada del 1º boletín (1835).

La información oficial del Principado de Asturias está contenida desde 1835 en una publicación cuya denominación ha experimentado variaciones a lo largo de este período:
- Boletín Oficial del Principado de Asturias: 3/1/1835 a 31/12/1835
- Boletín Oficial de la provincia de Oviedo: 2/1/1836 a 28/2/1838
- Boletín Oficial de Oviedo: 3/3/1838 a 14/1/1857
- Boletín Oficial de la provincia de Oviedo: 16/1/1857 a 14/10/1982
  - En el periodo entre el 19/1/1979 y el 3/3/1982 coexisten simultáneamente el "Boletín Oficial de la Provincia de Oviedo" y el "Boletín Oficial del Consejo Regional de Asturias" del que se editan 16 ejemplares
  - En el periodo entre el 19/5/1982 y el 14/10/1982 coexisten simultáneamente[3][4] el "Boletín Oficial de la Provincia de Oviedo" y el "Boletín Oficial del Principado de Asturias" (Gobierno preautonómico)
- Boletín Oficial del Principado de Asturias y de la provincia: 15/10/1982 a 4/4/1995
  - Desde el 15/10/1982, El "Boletín Oficial de la Provincia de Oviedo" se editará integrado en el "BOLETIN OFICIAL del Principado de Asturias", que llevará como subtítulo "y de la Provincia"
- BOLETIN OFICIAL del Principado de Asturias desde el 5/4/1995 a 19/01/2009
- Boletín Oficial del Principado de Asturias desde el 20/01/2009

## Estructura general del BOPA
Un BOPA consta de una primera parte denominada Sumario y de una segunda parte que contiene el conjunto de los textos que figuran distribuidos en Secciones. La estructura general, por tanto, es la siguiente:
- 1.º Sumario.
- 2.º Secciones.

Las secciones de disposiciones y anuncios se estructuran del modo siguiente:
- I. Principado de Asturias.
- II. Disposiciones generales publicadas en el BOE.
- III. Administración del Estado.
- IV. Administración Local.
- V. Administración de Justicia.
- VI. Otros Anuncios.

### Sumario
En las Secciones I y II figuran ordenadas las secciones, subsecciones, órganos y enunciados o títulos de disposiciones y anuncios. En las Secciones III, IV, V y VI figuran ordenadas solo las secciones.

## Secciones

### Sección I. Principado de Asturias
La primera sección, a su vez, se divide en las siguientes subsecciones:
- Disposiciones Generales (Leyes, Decretos Legislativos, Decretos, etc.).
- Autoridades y Personal (Decretos de nombramientos y ceses, Resoluciones, Acuerdos, etc.).
- Otras Disposiciones (Resoluciones, Acuerdos, etc.).
- Anuncios (Resoluciones, Informaciones públicas, Notificaciones, Citaciones, etc.).

1. En Disposiciones Generales se publican, principalmente, los siguientes tipos o categorías de disposiciones:
  1. Leyes.
  2. Decretos legislativos.
  3. Decretos (excepto los referentes a ceses, nombramientos, sustituciones, etc. que se publican en Autoridades y Personal).
  4. Resoluciones de ámbito especialmente genérico.
2. En Autoridades y Personal se publican, principalmente, los siguientes tipos de disposiciones y anuncios:
  1. Decretos relativos a altos cargos (nombramientos, ceses, sustituciones…).
  2. Resoluciones relativas a convocatorias y nombramientos de puestos de libre designación, concursos de traslado o de méritos, pruebas de acceso a la función pública, etc.
  3. Acuerdos que afectan a relaciones de puestos de trabajo o plantillas orgánicas de la Administración del Principado de Asturias.
3. En Otras Disposiciones se publican, principalmente, los siguientes tipos de disposiciones:
  1. Resoluciones que por su contenido no deban ir en las subsecciones anteriores.
  2. Acuerdos que, igualmente, no deban ir en la subsección anterior.
4. Por último, en Anuncios se publican, entre otros, los siguientes tipos de anuncios:
  1. Resoluciones sin indicación expresa de fecha en el enunciado o título.
  2. Informaciones públicas relacionadas con licitaciones y enajenaciones.
  3. Notificaciones, requerimientos y citaciones a particulares.

### Sección II. Disposiciones generales publicadas en el BOE
En esta sección van disposiciones de carácter general dictadas por órganos de gobierno de la Administración del Estado publicadas en el BOE que afectan directamente al Principado de Asturias y que por ello se considera de interés su publicación en el BOPA. Si hay más de un anuncio del mismo organismo se ordenarán según aparezcan publicados en el BOE.

### Sección III. Administración del Estado
Constituida por las disposiciones y anuncios dictados por los órganos territoriales de la Administración del Estado.

### Sección IV. Administración Local
Esta sección se dividirá en las siguientes subsecciones, que a su vez se dividen en apartados:
1. Ayuntamientos
2. Mancomunidades
3. Federación Asturiana de Concejos
4. Consorcios
5. Parroquias rurales
6. Otras entidades locales

### Sección V. Administración de Justicia
La sección está dividida en apartados que a su vez se subdividen en subapartados, como se indica a continuación:
1. Órganos de ámbito nacional
2. Órganos de ámbito autonómico
3. Órganos de ámbito provincial
4. Órganos de ámbito de partido judicial
5. Órganos de ámbito municipal

### Sección VI. Otros Anuncios
La sección para otros anuncios no está dividida en subsecciones. A la hora de publicar se sigue el orden alfabético del nombre del anunciante.

## Digitalización
A mediados del año 2008, el Boletín Oficial del Principado de Asturias dejó de publicarse en formato de papel para actualizarse a los nuevos tiempos y publicarse exclusivamente en formato digital (PDF). Después de un proceso de digitalización, el Principado de Asturias fue la primera comunidad autónoma en poner a disposición de investigadores, estudiosos y público en general, todos los boletines desde el primero, fechado en 1835, de una manera totalmente gratuita.

## Normativa reguladora del BOPA
La normativa reguladora del BOPA comprende una serie de leyes que afectan a los boletines oficiales de las provincias, y otras disposiciones autonómicas que regulan exclusivamente el BOPA:
- Ley 5/2002, de 4 de abril, reguladora de los Boletines Oficiales de las Provincias.[6]
- Decreto 218/2008, de 29 de diciembre, por el que se aprueba el Reglamento del Boletín Oficial del Principado de Asturias.[7]
- Ley 1/1985, de 4 de junio, reguladora de la publicación de las normas, así como de las disposiciones y otros actos de los órganos del Principado de Asturias.[8]

## Carta de servicio
La carta de servicio del BOPA  informa a la ciudadanía sobre los servicios que presta, los compromisos de calidad que asume y los derechos que asisten a aquella en relación con estos servicios. La carta de servicio del BOPA ofrece información acerca de:
- Datos de identificación del órgano
- Normas que regulan la prestación del servicio
- Servicios prestados
- Derechos de los ciudadanos
- Quejas, reclamaciones, iniciativas y sugerencias
- Compromisos de calidad
- Indicadores de calidad
- Medidas de subsanación por incumplimiento de compromisos

## Redes sociales
El Boletín Oficial del Principado de Asturias dispone de un perfil en la red social Twitter (@BOPAstur) mediante el cual comunica diariamente un extracto de los títulos de las disposiciones publicadas en la Sección I; Resoluciones de convocatorias de premios, reglamentos, subvenciones, convenios de colaboración e información en general destinada a toda la sociedad.